# Polyphida buruensis
Polyphida buruensis là một loài bọ cánh cứng trong họ Cerambycidae.